# Donne e briganti
Donne e briganti è un film del 1950 diretto da Mario Soldati.

## Trama
Sul letto di morte, il signor Luciani confessa al figlio Peppino che sua sorella Marietta è in realtà la figlia illegittima di Ferdinando IV di Borbone, suggerendogli di sposarla per non tornare ad essere povero come fu lui, prima che il cielo (nella persona del potente ministro di sua Maestà, il cardinal Ruffo) gli regalasse quella creatura.
Ma Marietta è già di Michele Pezza, un cacciatore di frodo, che la ama e la vuole sposare. Peppino lo odia da quando erano piccoli, ma la personalità solare e giuliva di Michele Pezza non riesce a vedere il rancore che cova nell'amico. Dopo un banale incidente, costato però la vita ad una guardia del re, Michele scappa e si rifugia in montagna, da brigante. L'arrivo delle truppe napoleoniche, guidate dal generale Hugo, gli darà la possibilità di riscattarsi, guidando un'armata di straccioni che riuscirà a tenere testa ai francesi mentre le truppe regolari si danno alla fuga. Il re, riconoscente, gli regala una sciarpa ricamata, e fugge in Sicilia.
Peppino si unisce alla banda, mentre Marietta si rifugia in un convento. All'arrivo dei francesi, Michele Pezza, ormai noto a tutti col nome di Fra Diavolo, scopre che Marietta è stata catturata con le suore, e corre a liberarla. Con un atto di eroica stupidità, entra nel quartier generale di Hugo e ingaggia con lui un duello. Resosi conto che il nemico stava rischiando la vita per una donna, il generale si mostra ammirato, e gli confessa che ha già liberato la ragazza e tutte le suore. I due si lasciano con una stretta di mano, mentre dall'esterno arrivano le truppe francesi di rinforzo. Peppino, che segue la scena dall'esterno, dopo aver lasciato scappare un soldato francese a bella posta affinché chiamasse i rinforzi, rompe gli indugi e colpisce Michele con un colpo di pistola alle spalle. La guerriglia si scioglie, Michele scompare nel nulla (salvato per la seconda volta dalla bella Nora), Marietta si rifugia in Sicilia, dove nel frattempo è arrivato anche Peppino, che ha perfino il coraggio di spacciarsi per Fra Diavolo e presentarsi alla folla adorante come il carismatico condottiero. Il re, ignaro, gli concede il titolo di duca. Nel mentre, il generale Hugo arriva a palazzo con un trattato di pace, tra le cui condizioni c'è la consegna di Fra Diavolo perché sia processato da un tribunale francese. Anche il vero Fra Diavolo si introduce con un sotterfugio a palazzo e irrompe nella sala. Hugo, che ha immediatamente riconosciuto sia lui che l'amico traditore non esita a riconoscere in quest'ultimo il "vero" Fra Diavolo, arrestandolo e portandolo via, mentre Michele Pezza, spoglio ormai del suo soprannome, viene riconfermato dal re duca di Cassano, e sposa Marietta con la benedizione di sua maestà.

## Produzione
Il film rientra nel filone dei melodrammi sentimentali, comunemente detto strappalacrime, allora molto in voga tra il pubblico italiano (in seguito ribattezzato dalla critica con il termine neorealismo d'appendice).
Gli interni furono realizzati nella Reggia di Caserta mentre alcune scene esterne del film sono state girate ad Anagni: per il film furono prese comparse del posto.

## Distribuzione
Il film venne distribuito nel circuito cinematografico italiano il 3 novembre del 1950.